# Heinrich Christoph Grape
Heinrich Christoph Gebhard Grape (* 23. Oktober 1761 in Hannover; † 14. Oktober 1834 in Göttingen) war ein deutscher Kupferstecher und Buchdrucker.

## Leben
Grape war der Sohn des Buchdruckers Martin Grape und dessen Frau Sophie Marie, geb. Brennecke.
Er besuchte das Gymnasium in Göttingen und erlernte anschließend das Buchdruckergewerbe bei seinem Vater. Ab 1787 studierte an der Universität Göttingen Mathematik und besuchte auch Kunstvorlesungen. Ab 1790 zeichnete und stach er Münzabbildungen für die Werke des Orientalisten Thomas Christian Tychsen sowie verschiedene Porträts. Besonders aktiv war Grape im Stechen von Kupfern für Stammbücher. 1796 heiratete er Anna Maria Hühne, aus der Ehe gingen drei Kinder hervor.
Ab 1803 arbeitete Grape hauptsächlich für den Verlag von Wiederhold in Göttingen, wo er sich zu einem der wichtigsten Motivlieferanten des beginnenden 19. Jahrhunderts entwickelte. Von ihm stammen auch 50 Abbildungen von Städten des Rheinlandes in der 1826 erschienenen Ausgabe des Erneuerten Merian von Julius Bernhard Engelmann.
1815 erlangte Grape das Bürgerrecht in Göttingen. Er war Mitglied der Göttinger Freimaurerloge Augusta zum goldenen Zirkel.